# Idiasta arctica
Idiasta arctica är en stekelart som beskrevs av Robert A.Wharton 1980. Idiasta arctica ingår i släktet Idiasta och familjen bracksteklar. Inga underarter finns listade i Catalogue of Life.